# Draktemplet

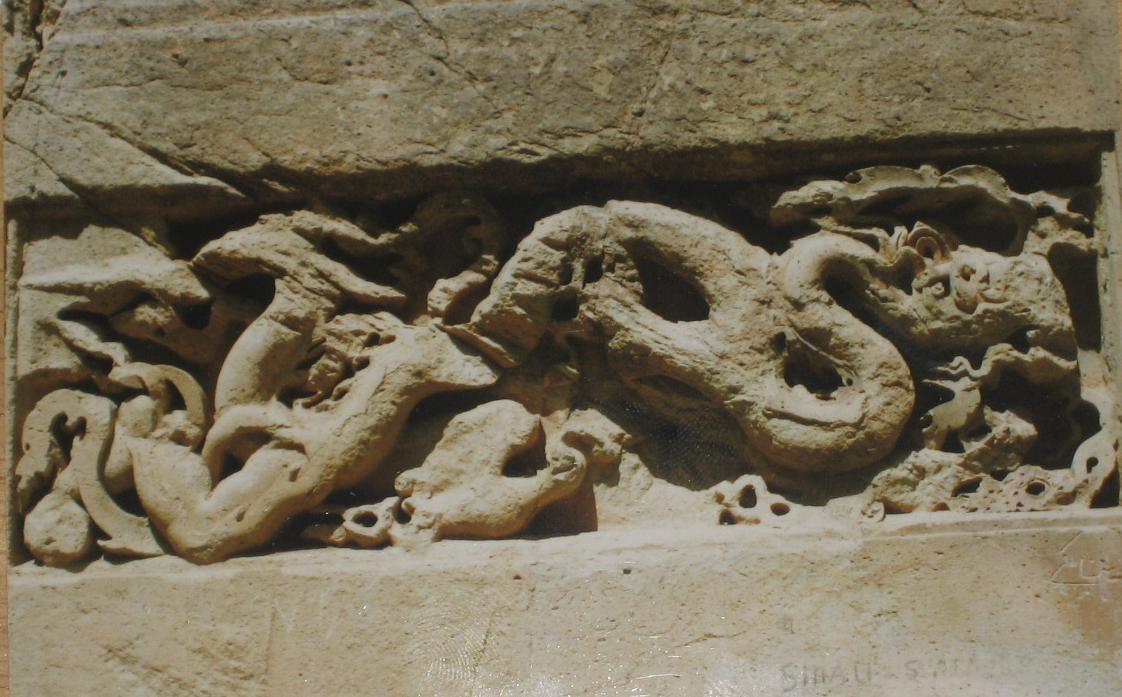
Stenskulpturen av drakar i Draktemplet.

Draktemplet (persiska: معبد داش‌کسن), som kallas för Dashkasans tempel bland lokalinvånarna, är det enda buddhisttemplet i Iran och ligger 17 km från staden Solţānīyeh i provinsen Zanjan. Upptäckter visar att detta tempel användes under 1300-talet och att ilkhanatets arkitekter använde stenen från denna historiska plats för att bygga Soltaniyeh. Templet innehåller två stenskulpturer av drakar som skulpterats av kinesiska konstnärer och som fördes till platsen av den mongoliske regenten Öljaitü.

## Bilder

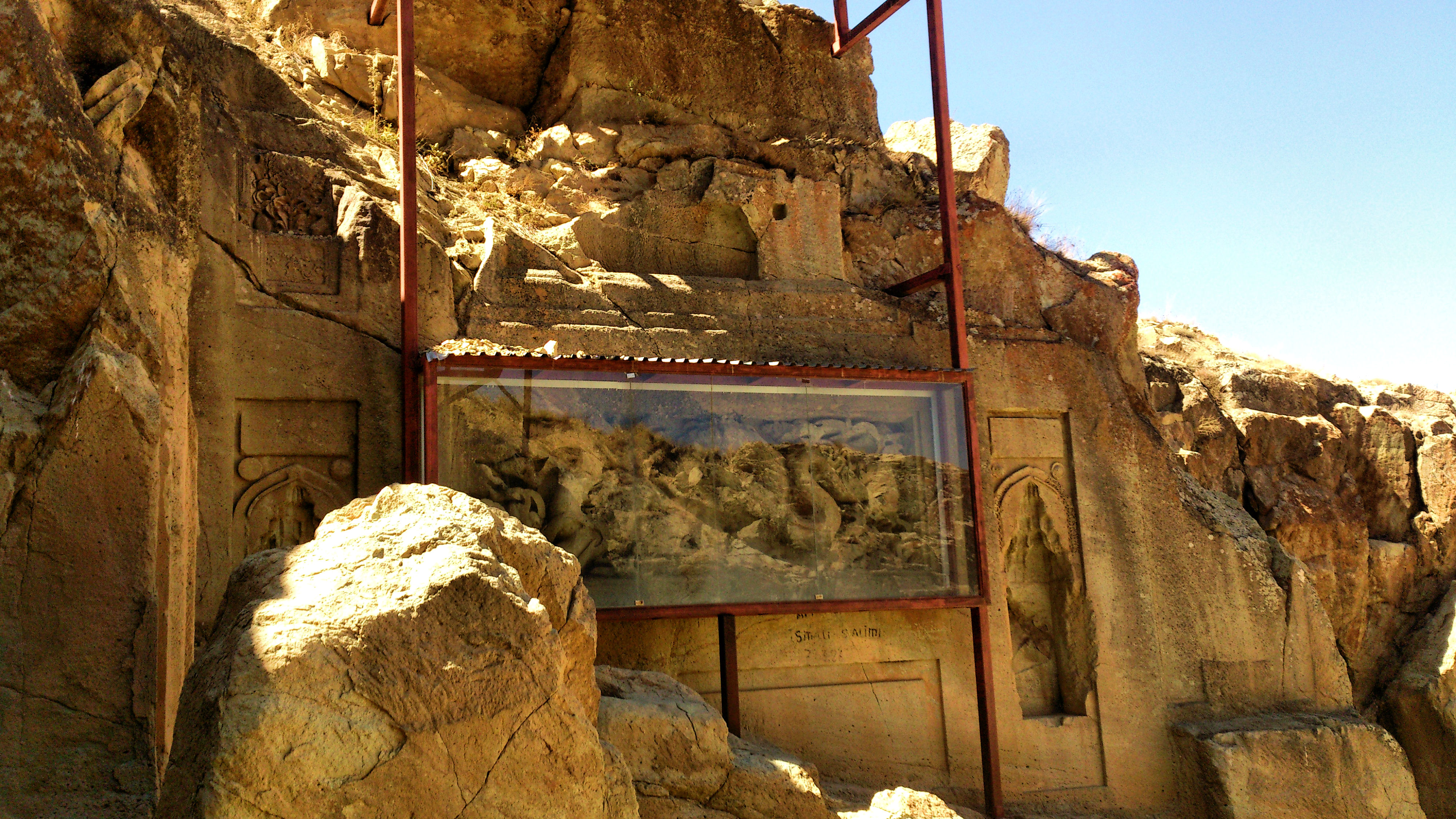
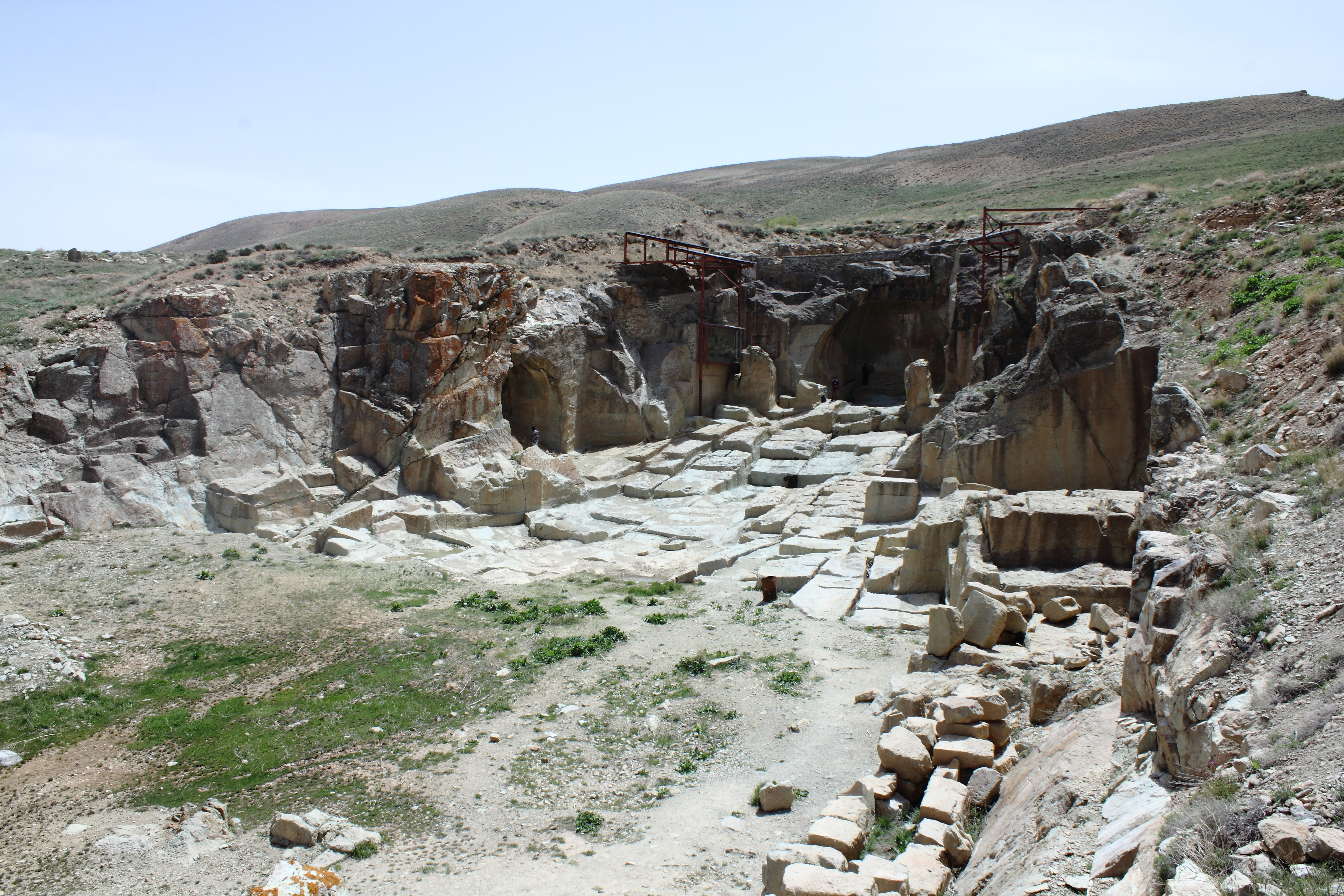
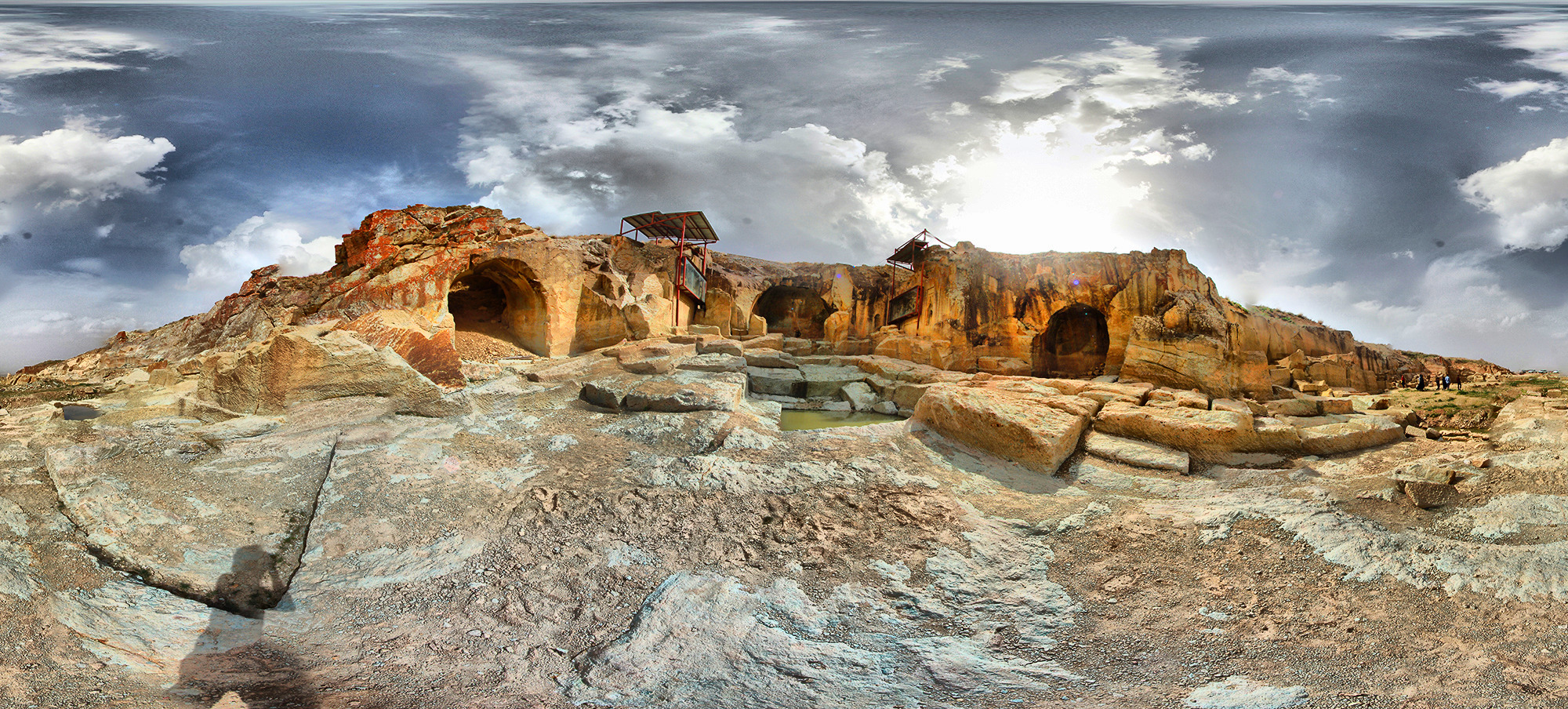
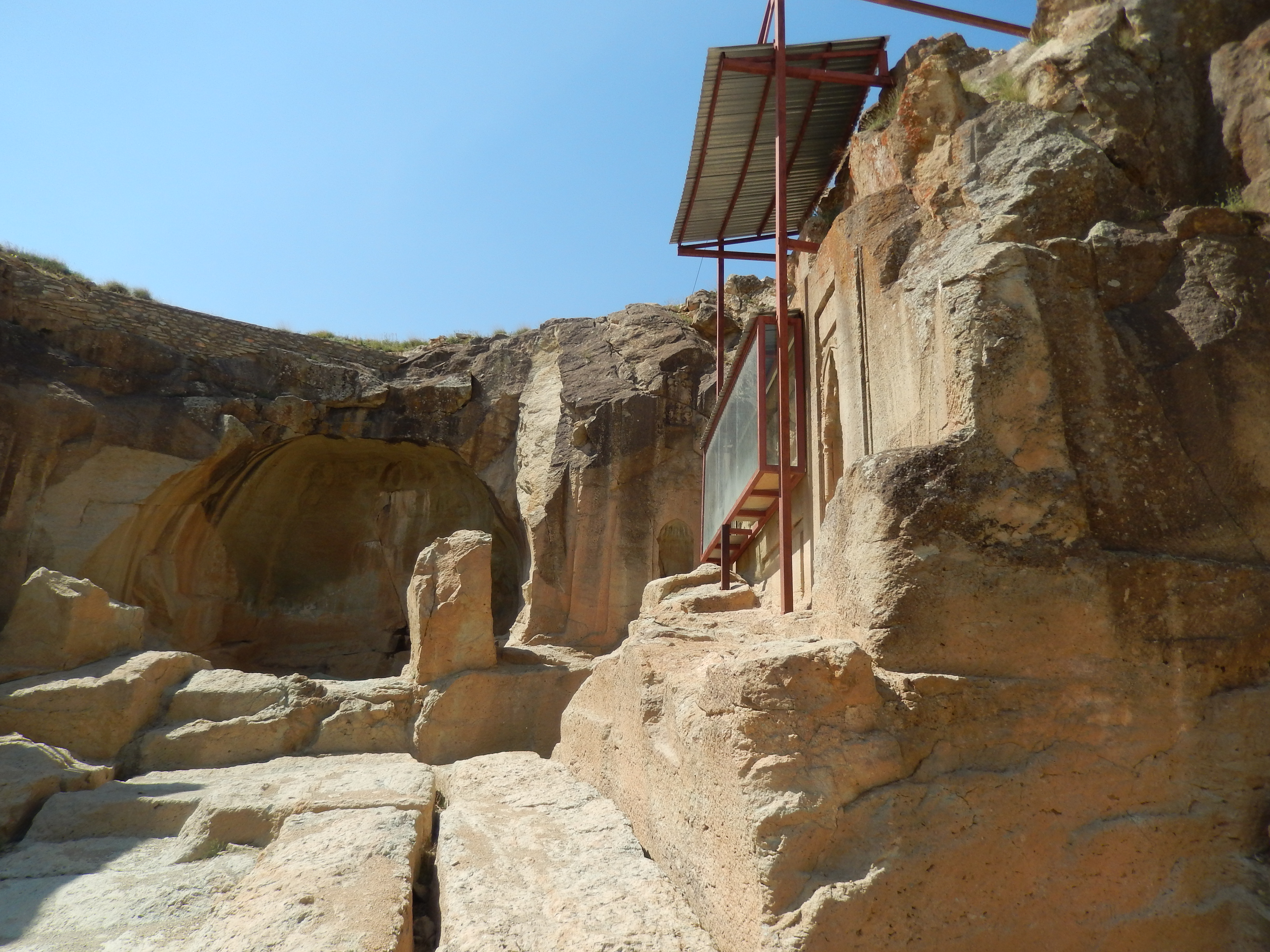
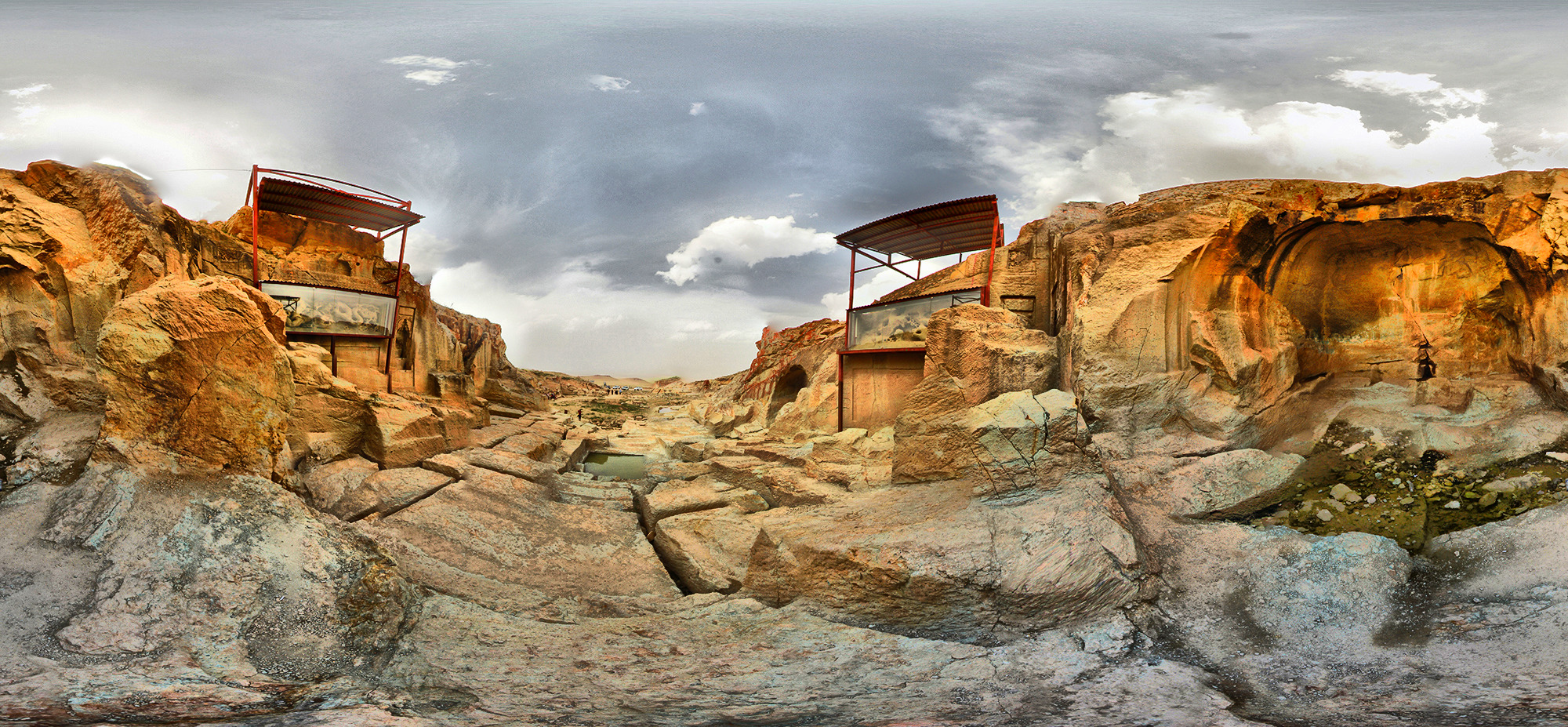